# Batalla del Ario
La batalla del Ario fue un enfrentamiento militar ocurrido en el año 208 a. C. entre el ejército seléucida de Antíoco III el Grande y las tropas del Reino grecobactriano cerca del río Ario, el moderno Hari Rud (Afganistán). Los bactrianos fueron derrotados, y Antíoco fue así capaz de continuar su intento de someter a las provincias rebeldes de su imperio, poniendo bajo asedio la capital de Bactra.

## Antecedentes
La Bactriana era una satrapía persa conquistada por Alejandro Magno y gobernada, después de las Guerras de los diádocos que siguieron a su muerte, por el Imperio seléucida. El sátrapa seléucida de la Bactriana, Diodoto I, aprovechó la debilidad de la dinastía imperial para proclamarse soberano independiente (circa 255 a. C.); las tentativas posteriores de recuperar la provincia perdida fueron infructuosos.
En el año 208 a. C., el soberano seléucida Antíoco III había decidido ponerse él mismo al frente de su ejército para reincorporar los territorios díscolos. Después de derrotar a Arsaces II, rey de los partos (emancipado en el mismo periodo que Diodoto), se trasladó más hacia el este, para enfrentarse a la hueste de Eutidemo I.

## La batalla
Antíoco III estaba sitiando una ciudad bactriana al oeste del río Ario cuando fue informado de que Eutidemo se encontraba en Guriana, y que había dispuesto un destacamento de 1000 jinetes para proteger el vado del río. El rey seléucida decidió entonces levantar el asedio y partir en busca del enemigo, situado a tres días de distancia.
Durante su avance, Antíoco también descubrió que la caballería bactriana vigilaba el vado sólo durante el día, mientras que por la noche se retiraba a un pueblo vecino, a 20 estadios. Los seléucidas lograron aproximarse al río sin ser descubiertos, y lo cruzaron por la noche, de manera que por la mañana la mayoría de los hombres de Antíoco había cruzado la corriente de agua sin oposición alguna. Antíoco ordenó avanzar a su ejército, y fue entonces cuando el destacamento bactriano, alertado por exploradores, los divisó y decidió presentar combate.
Ambos contendientes sufrieron numerosas pérdidas. La caballería real de Antíoco rechazó con facilidad al primer escuadrón bactriano, pero no pudo más que soportar el ataque conjunto del segundo y el tercero. El rey seléucida mostró gran valentía, y su reputación creció enormemente: mataron el caballo en que luchaba y fue herido en la boca, perdiendo varios dientes.
Sólo la llegada de Panétolo junto a nuevas tropas permitió a Antíoco dispersar a los enemigos: la mayoría fueron capturados o muertos, y pocos lograron regresar con Eutidemo.

## Consecuencias
Eutidemo, enterado de la derrota, entró en pánico y huyó a su capital, Bactra-Zariaspa, donde Antíoco la mantuvo asediado durante tres años antes de firmar la paz. El acuerdo de paz se completó con el compromiso matrimonial de una de las hijas de Antíoco con Eutidemo.